# Robert Finster
Robert Finster (Bruck an der Mur, 10 marzo 1984) è un attore austriaco, noto al pubblico per il ruolo di Sigmund Freud nella serie televisiva Freud lanciata sulla piattaforma Netflix il 23 marzo 2020.

## Biografia
Robert è cresciuto in una famiglia di musicisti, infatti ha mostrato fin da subito una grande passione per la musica e versatilità nell’uso di vari strumenti. Sa infatti suonare il violino, il sassofono e cantare e ballare, per questo ha partecipato ad alcuni musical. Nel 2007 si è iscritto alla The Max Reinhardt Seminar per studiare recitazione e specializzarsi nel campo dello spettacolo, completando gli studi nel 2011.
Finster ha iniziato la sua carriera di attore lavorando con il teatro. Ha partecipato al festival teatrale di Reichenau e ha successivamente lavorato in molte produzioni dal 2011 al 2015. Dopo aver raggiunto una certa fama come attore teatrale, ha iniziato a lavorare anche a dei film. Il suo primo progetto è stato Wie man leben soll, un film austriaco del 2011.

## Filmografia

### Televisione
- Freud – serie TV, 8 episodi (2020)
- Tribes of Europa – serie TV (2021)